# Лос Аматес, Ел Потреро (Чилпансинго де лос Браво)
Лос Аматес, Ел Потреро (шп. Los Amates, El Potrero) насеље је у Мексику у савезној држави Гереро у општини Чилпансинго де лос Браво. Насеље се налази на надморској висини од 561 м.

## Становништво
Према подацима из 2010. године у насељу је живело 10 становника.

### Хронологија
| Година       | 2000 | 2010 |
| ------------ | ---- | ---- |
| Становништво | 2    | 10   |

### Попис
| # | Индикатор                     | Вредност |
| - | ----------------------------- | -------- |
| 1 | Укупно домаћинстава           | 2        |
| 2 | Укупно насељених домаћинстава | 2        |
| 3 | Величина локације             | 1        |